# Pallacanestro Femminile Schio 2014-2015
Questa voce raccoglie le informazioni riguardanti la Pallacanestro Femminile Schio nelle competizioni ufficiali della stagione 2014-2015.

## Stagione
La stagione 2014-2015 è stata la ventitreesima consecutiva che la squadra scledense ha disputato in Serie A1.

## Verdetti stagionali
Competizioni nazionali
- Serie A1: (33 partite)

stagione regolare: 1º posto su 13 squadre (21-3);
play-off: Vincitrice contro Ragusa (3-2).
- Coppa Italia: (2 partite)

finale vinta contro Ragusa.
- Supercoppa italiana: (1 partita)

gara vinta contro Lucca (66-58).
Competizioni europee
- EuroLega: (14 partite)

stagione regolare: 6º posto su 8 squadre nel gruppo B (6-8);

## Rosa
| Pallacanestro Femminile Schio | Pallacanestro Femminile Schio |
| Giocatrici                    | Staff tecnico                 |
| ----------------------------- | ----------------------------- |

| 4  | Francia (bandiera)     | C  | Isabelle Yacoubou       | 1986 | 190 cm |  |  |
| 5  | Italia (bandiera)      | P  | Giulia Gatti            | 1989 | 168 cm |  |  |
| 6  | Italia (bandiera)      | P  | Giorgia Sottana         | 1988 | 176 cm |  |  |
| 7  | Ungheria (bandiera)    | PG | Katalin Honti           | 1987 | 177 cm |  |  |
| 8  | Italia (bandiera)      | G  | Laura Spreafico         | 1991 | 178 cm |  |  |
| 10 | Stati Uniti (bandiera) | GA | Jolene Anderson         | 1986 | 173 cm |  |  |
| 11 | Italia (bandiera)      | GA | Raffaella Masciadri (C) | 1980 | 185 cm |  |  |
| 12 | Croazia (bandiera)     | C  | Iva Slišković           | 1984 | 193 cm |  |  |
| 13 | Stati Uniti (bandiera) | C  | Chiney Ogwumike         | 1992 | 191 cm |  |  |
| 15 | Italia (bandiera)      | A  | Cecilia Zandalasini     | 1996 | 189 cm |  |  |
| 22 | Italia (bandiera)      | C  | Kathrin Ress            | 1985 | 196 cm |  |  |
| 23 | Italia (bandiera)      | A  | Laura Reani             | 1996 | 183 cm |  |  |
| 23 | Italia (bandiera)      | A  | Francesca Putti         | 1997 | 178 cm |  |  |
| 25 | Italia (bandiera)      | PG | Laura Macchi            | 1979 | 188 cm |  |  |

| Allenatore                                                                                            |
| - Miguel Méndez                                                                                       |
| Assistente/i                                                                                          |
| - Giustino Altobelli (vice) - Piero Zanella Legenda - (C) Capitano Roster Aggiornato al: gennaio 2015 |

## Risultati

### EuroLega (Coppa Europea)

#### Regular Season (gruppo B)

##### Classifica
|    | Squadra              | P.ti | G  | V  | P  | PF   | PS   | DP   |
| -- | -------------------- | ---- | -- | -- | -- | ---- | ---- | ---- |
| 1. | Fenerbahçe           | 25   | 14 | 11 | 3  | 1004 | 857  | +147 |
| 2. | Nadezhda Orenburg    | 24   | 14 | 10 | 4  | 956  | 825  | +131 |
| 3. | CB Avenida           | 24   | 14 | 10 | 4  | 973  | 859  | +114 |
| 4. | Bourges Basket       | 23   | 14 | 9  | 5  | 981  | 875  | +106 |
| 5. | Agü Spor             | 21   | 14 | 7  | 7  | 1004 | 995  | +9   |
| 6. | Beretta Famila Schio | 20   | 14 | 6  | 8  | 1021 | 1007 | +14  |
| 7. | Energa Toruń         | 17   | 14 | 3  | 11 | 940  | 1102 | -162 |
| 8. | BK IMOS Brno         | 14   | 14 | 0  | 14 | 770  | 1129 | -359 |

##### Andata
| Arbitri: | Bernard Vassallo Nuno Monteiro Peter Zenis |

|             |          |           |
| Ogwumike 24 | Punti    | 24 Murphy |
| Gatti 4     | Assist   | 5 Xargay  |
| Ogwumike 8  | Rimbalzi | 14 Režan  |

| Arbitri: | Milan Mazic Ofer Manheim Ilias Kounelles |

|                   |          |                               |
| Leedham 19        | Punti    | 12 Slišković, Ogwumike        |
| Dumerc, Leedham 4 | Assist   | 2 Honti, Masciadri, Slišković |
| Leedham 7         | Rimbalzi | 6 Ress, Ogwumike              |

| Arbitri: | Paulo Marques Uros Obrknezevic Wojciech Liszka |

|                               |          |              |
| Ogwumike 22                   | Punti    | 13 Smith     |
| Honti, Masciadri, Slišković 4 | Assist   | 3 Hindráková |
| Ogwumike 8                    | Rimbalzi | 11 Smith     |

| Arbitri: | Christoph Rohacky Bojan Jovanic Ventsislav Velikov |

|               |          |           |
| Macchi 21     | Punti    | 18 Bonner |
| Anderson 9    | Assist   | 14 Vieru  |
| Ress, Honti 3 | Rimbalzi | 8 Cruz    |

| Arbitri: | Fabiana Martinescu Maka Kupatadze Maja Vukanovic |

|                      |          |             |
| Wright 24            | Punti    | 19 Sottana  |
| Kaltsidou, Wright 5  | Assist   | 4 Slišković |
| Mărginean, Sanders 8 | Rimbalzi | 7 Slišković |

| Arbitri: | Fabiana Martinescu Mila Cavara Ivana Ivanovic |

|                      |          |                     |
| Honti, Sottana 12    | Punti    | 21 Charles          |
| Masciadri, Sottana 2 | Assist   | 5 Vardarlı Demirmen |
| Sottana 7            | Rimbalzi | 8 Hollingsworth     |

| Arbitri: | Anna Cardus Maka Kupatadze Jelena Smiljanic |

|                                |          |              |
| Harris 15                      | Punti    | 24 Slišković |
| Jackson, Suknarowska, Harris 3 | Assist   | 9 Macchi     |
| Harris 9                       | Rimbalzi | 10 Macchi    |

##### Ritorno
| Arbitri: | Anne Panther Maka Kupatadze Andrada Monika Csender |

|                      |          |             |
| Robinson 23          | Punti    | 18 Anderson |
| Xargay 6             | Assist   | 6 Honti     |
| Režan 14 Robinson 12 | Rimbalzi | 7 Yacoubou  |

| Arbitri: | Maja Vukanovic Sonia Teixeira Asa Jernmo |

|                             |          |            |
| Yacoubou 23 Macchi 22       | Punti    | 17 Dumerc  |
| Sottana, Honti, Slišković 3 | Assist   | 6 Dumerc   |
| Yacoubou 9                  | Rimbalzi | 11 Leedham |

| Arbitri: | Marko Vuckovic Sergii Tyslenko Saulius Racys |

|                |          |                    |
| Stejskalová 22 | Punti    | 21 Yacoubou        |
| Jalcová 6      | Assist   | 3 Macchi, Yacoubou |
| Mainclová 10   | Rimbalzi | 10 Yacoubou        |

| Arbitri: | Vilius Maciulaitis Andrei Sharapa Milosav Kaludjerovic |

|               |          |             |
| Dimitrakou 16 | Punti    | 19 Yacoubou |
| Cruz 6        | Assist   | 6 Honti     |
| Bonner 10     | Rimbalzi | 14 Yacoubou |

| Arbitri: | Anastasios Manos Boris Krejic Gavin Williams |

|                                     |          |            |
| Macchi 14 Sottana 13                | Punti    | 18 Sanders |
| Honti 4                             | Assist   | 7 Whalen   |
| Yacoubou, Slišković, Ress, Macchi 5 | Rimbalzi | 11 Sanders |

| Arbitri: | Milan Brziak Maka Kupatadze Milan Nedovic |

|                     |          |             |
| Hollingsworth 17    | Punti    | 17 Yacoubou |
| Vardarlı Demirmen 4 | Assist   | 5 Ress      |
| Hollingsworth 11    | Rimbalzi | 11 Anderson |

| Arbitri: | Milan Mazic Mario Majkic Ciprian Stoica |

|               |          |                     |
| Yacoubou 21   | Punti    | 11 Makowska         |
| Zandalasini 4 | Assist   | 3 Harris, Reid      |
| Yacoubou 11   | Rimbalzi | 5 Ajduković, Fikiel |